# Schwerte-Ost
Schwerte-Ost ist eine Wohnlage der Stadt Schwerte im Ruhrgebiet (Nordrhein-Westfalen). Sie umfasst die historische Kreinberg-Siedlung, das Gelände des ehemaligen Eisenbahnausbesserungswerk Schwerte-Ost sowie angrenzende Gewerbe- und Wohnflächen.

## Geschichte
Schwerte-Ost entwickelte sich ab 1919 mit der Errichtung des Eisenbahnausbesserungswerks durch die Deutsche Reichsbahn. Zur Unterbringung der Arbeiter entstand die Kreinberg-Siedlung, eine nach gartenstädtischen Prinzipien geplante Werkssiedlung. In den 1950er Jahren wurde die Siedlung erweitert, um den Wohnbedarf der Eisenbahnerfamilien zu decken.
Mit der Schließung des Eisenbahnausbesserungswerks in den 1980er Jahren veränderte sich die Nutzung des Stadtteils grundlegend. Während die Kreinberg-Siedlung als Wohngebiet erhalten blieb, wurden die Werksflächen in ein Gewerbegebiet umgewandelt.

## Stadtbild und Infrastruktur
Schwerte-Ost ist geprägt durch die denkmalgeschützte Kreinberg-Siedlung mit ihren charakteristischen Walmdachhäusern und begrünten Straßen. Der Stadtteil besitzt eine weitgehend abgeschlossene Infrastruktur mit wenigen verbliebenen Versorgungsangeboten. Auch das Südufer des Gehrenbach-Stausees liegt in Schwerte-Ost.
Wichtige Merkmale:
- Die denkmalgeschützte Kreinberg-Siedlung
- Gewerbeflächen auf dem ehemaligen Eisenbahnausbesserungswerks-Gelände
- Direkte Bahn- und Straßenanbindung an das Ruhrgebiet
- Nähe zum Landschaftsschutzgebiet im Nordosten